# Маніфольд

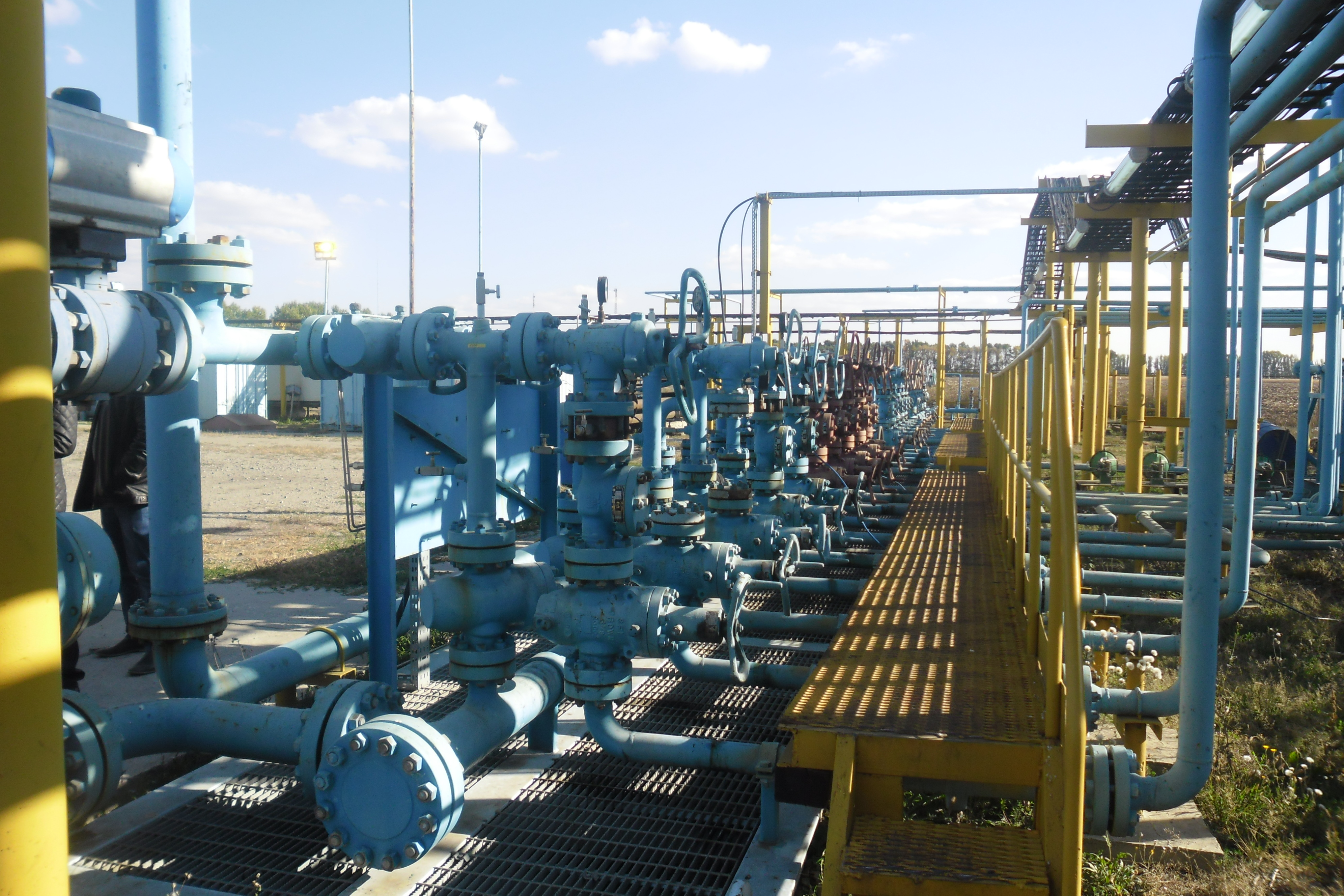
Газовий промисел. Маніфольдний блок

Маніфольд (англ. manifold; нім. Manifold n, Verteilerstück n) —
1. Колектор, обв'язка гирла свердловини, компресора і т. д.
2. Розгалужений комплекс труб з одним чи кількома випускними отворами, до якого підводяться кілька ліній; оснащений клапанами та контрольно-вимірювальними приладами для моніторингу витрати флюїдів, що транспортуються по індивідуальних трубопроводах. У морській підводній експлуатаційній системі маніфольд розташовано в маніфольдному центрі. Під час запомповування рідини (газу) у свердловину на блоці противикидних превенторів часто встановлюють штуцерний маніфольд з метою контролю над витіканням вуглеводнів із свердловини.

Маніфольд противикидного обладнання складається з ліній дроселювання і глушіння, які з'єднуються із стволовою частиною противикидного обладнання і є системою трубопроводів і арматури (засувки з ручним гідравлічним управлінням, регульовані дроселі з ручним і гідравлічним управлінням, манометри і ін.).
Маніфольди призначені для з'єднання викидів фонтанної арматури з трубопроводами й розраховані на робочий тиск 14-35 МПа. Запірними пристроями маніфольдів служать пробкові прохідні литі крани.

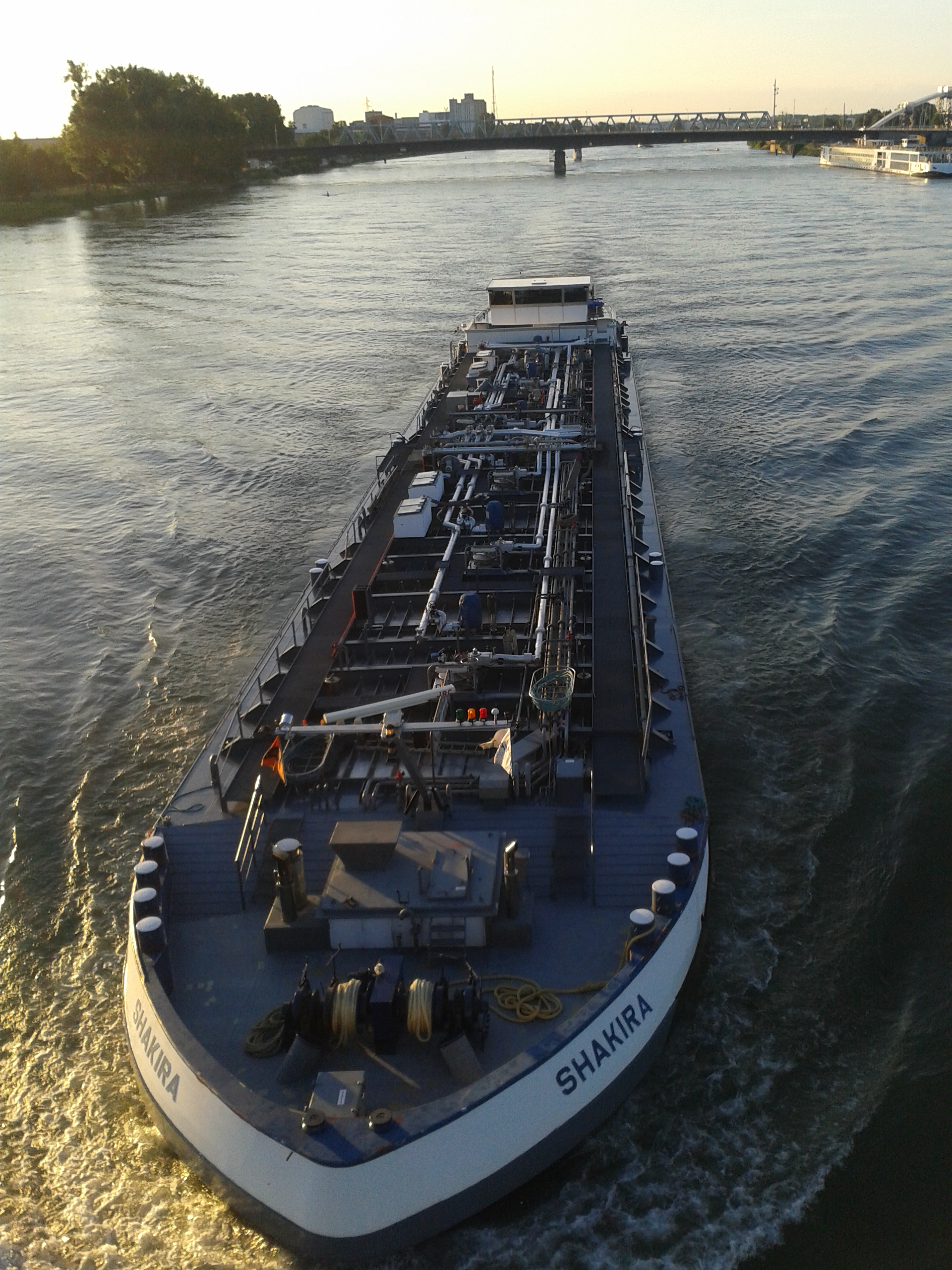
Маніфольд носовий на нафтоналивному судні

## Маніфольд носовий
Маніфольд носовий (рос. манифольд носовой; англ. bow manifold; нім. Bugmanifold n) — маніфольд для приймання нафти в танкер із системи безпричального наливання.